# راه‌یابی صوتی

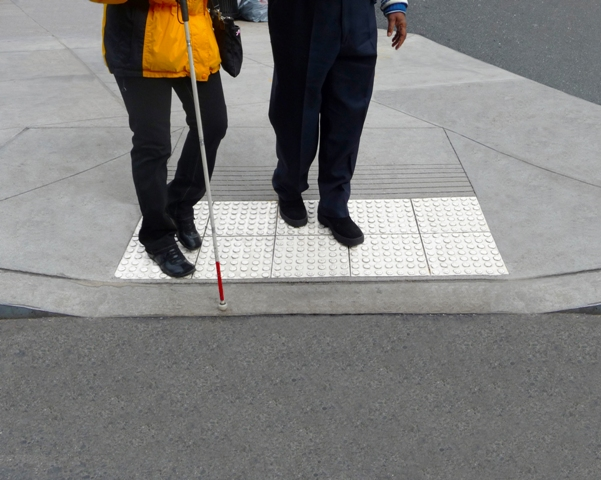
یک نابینا که به کمک راه‌یابی صوتی مسیرش را تشخیص می‌دهد

راه‌یابی صوتی یا راه‌جویی صوتی (به انگلیسی: Acoustic wayfinding)، یک نوع تمرین استفاده از سیستم شنوایی جهت ردیابی کردن اشخاص و جهت‌یابی مکان‌های فیزیکی به حساب می‌آید. این سیستم معمولاً توسط اشخاصی که نابینا هستند و به اشخاص اجازه می‌دهد که بدون وابستگی به علایم بینایی در محیط زیست به حرکت خود ادامه دهند.

## روش
راهیابی صوتی شامل استفاده از علایم شنوایی جهت به وجود آوردن نقشه ذهنی از محیط اطراف می‌باشد. این می‌تواند شامل تعدادی از تکنیک‌ها باشد: جهت‌یابی صدای محیط طبیعی نظیر، سیگنال گذرگاه پیاده، موقعیت زیستی، به وجود آوردن موج‌های صوتی (با ضربه زدن توسط عصا یا ساختن صداهای ضربه‌ای) جهت مشخص کردن موقعیت یا مکان و اندازه اشیاء اطراف و به یاد سپردن صداهای خاص در فضای مشخص جهت یاداوری آن در آینده. برای افراد نابینا، این علایم شنوایی جایگزین مناسبی برای اطلاعات دیداری پیرامون مسیر و فواصل افراد و اشیاء در محیط‌های خودشان می‌باشد.با این حال تعدادی موانع رایج برای تکنیک راه‌یابی صوتی وجود دارد. محیط‌های بیرونی شلوغ می‌تواند چالشی برای توانایی افراد جهت شناسایی اصوات پرکاربرد باشد در صورتی که در محیط‌های درونی، ممکن نیست که معمار پاسخ صوتی ای برای جهت‌یابی و مقصد پرکاربرد باشد فراهم کند. یکی از محیط‌هایی که جهت‌یابی برای افرادی که به راه‌یابی صوتی متکی می‌باشند. بسیار سخت است، محیط‌های شلوغ می‌باشند که علایم صوتی متمایز وجود ندارد. فروشگاه‌های بزرگ، ایستگاه‌های ترانزیت یا حمل و نقل، سالن هتل، یا فضاهای بازمانند، مانند پارکینگ‌ها.این بدین معنی است که افرادی که توسط راه‌یابی صوتی جهت‌یابی می‌کنند می‌بایست جهت تکمیل علایم شنوایی به تعدادی از دیگر گیرنده‌ها متکی می‌باشند نظیر: لامسه، بویایی، بینایی، این متدهای متفاوت می‌توانند جهت دو هدف کاربرد داشته باشند. برای مثال اغلب افراد نابینا از عصای سفید استفاده می‌کنند تا نه تنها موانع روبروی خود را تشخیص دهند، بلکه با ضربه زدن عصا و از روی صدای موانع، جنس و نوع مانع را مشخص کند. باضربه زدن عصا امواجی ایجاد می‌شوند که مکان و اندازه شیی را بسنجد.

## اهمیت این موضوع در معماری
اخیراً معمارها و کارشناسان علم اصوات به مشکلات مردمی پرداخته‌اند که متکی به راه‌یابی صوتی برای جهت‌یابی مکان‌های شهری هستند. پروژهٔ اولیه پیرامون مفهوم معماری راهیابی صوتی از همکاری بین کریس داونی و جاشوا معماری که در سال ۲۰۰۸ نابینا شد و تلاش کرده‌است تا طراحی معماری برای افراد نابینا را گسترش دهد و جاشوا کاشته فردی که تمرین مشاوره صوتی برای شرکت Arup در سانفرانسیسکو را رهبری می‌کند. کار آنها بر چگونگی ساخت تسهیلات جدیدی که شامل سیستم‌های حسی علایم صوتی و فضایی معماری که در میان علایم صوتی سیستم جهت‌یابی را قادر می‌سازد. در ۲۰ سپتامبر ۲۰۱۱، مؤسسه معماری آمریکایی بحث راه‌یابی صوتی و تور پیاده‌روی را توسط داونی و کاشنر سازمان‌دهی کرد. هدف این تور این بود که راه‌هایی را مشخص کند که افراد نابینا بتوانند صداها را با ساختمان‌های مشخص و مکان‌ها، علایم مرتبط کنند که به آنها کمک می‌کند تا راه خود را در خیابان‌ها یا در داخل ساختمان‌ها پیدا کنند و علایم خاص تری را در پروژه‌های طراحی شهری مورد بحث قرار دهند.